# John Bright (guionista)
John Milton Bright (Baltimore, 1 de enero de 1908 — 14 de septiembre de 1989) fue un periodista y guionista de cine estadounidense. Es conocido sobre todo por haber colaborado en el guion de El enemigo público por el que fue nominado al Óscar al mejor argumento. Debido a su afiliación al Partido Comunista de los Estados Unidos fue objeto de la caza de brujas del senador McCarthy, lo que le llevó a establecerse en México.

## Biografía
A principios de los años 1930 Bright entró a trabajar para la productora Warner Bros. como guionista. De 1931 es precisamente su película más conocida: El enemigo público (William A. Wellman), por la que fue nominado al Óscar al mejor argumento. En 1933, junto a otros colegas, impulsó la creación del Screen Writers Guild (Sindicato de Escritores Cinematográficos), organización gremial de ideología progresista y enfrentada a la conservadora Screen Playwrights. En 1934 fue miembro de un comité de guionistas que recolectaba fondos para la campaña electoral al cargo de gobernador de California del candidato demócrata y también escritor Upton Sinclair. En 1936 se afilió a la sección de Hollywood del Partido Comunista de los Estados Unidos, militancia que mantendría hasta principios de los años 1950.

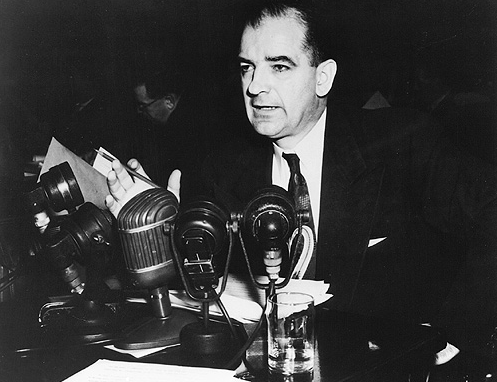
La caza de brujas del senador McCarthy persiguió a Bright.

Al entrar Estados Unidos en la Segunda Guerra Mundial, Bright intentó alistarse. Sin embargo, los informes negativos del FBI, que le definían como «antifascista prematuro», le impidieron ingresar en cualquier unidad de combate. Finalmente fue admitido en la Guardia Costera, en la que colaboró en la realización de documentales propagandísticos. Al terminar el conflicto bélico volvió al mundo del cine, pero le resultó difícil reinsertarse en él.
A finales de los años 1940, ya con el anticomunismo en plena ebullición, recibió la propuesta del productor Robert Fellows de entrar a colaborar en la productora de John Wayne si previamente delataba a otros miembros del Partido Comunista. Fellows le garantizó el anonimato de la denuncia si colaboraba. Bright decidió entonces exiliarse en México, donde se reunió con otros perseguidos por el macartismo. En 1951 fue denunciado ante el Comité de Actividades Antiamericanas por varias personas e incluido en la lista negra. En México colaboró en el guion de La rebelión de los colgados (Emilio Fernández, 1954), firmando con el seudónimo Hal Croves.
Bright regresó a los Estados Unidos en 1959 y trabajó como asesor literario. Desde este empleo, todavía contribuyó a impulsar el rodaje de Johnny tomó su fusil (Dalton Trumbo, 1971). Falleció en 1989.

## Filmografía seleccionada
- El enemigo público, 1931.
- Avidez de tragedia, 1932.
- Tres vidas de mujer, 1932.
- Sherlock Holmes and the Voice of Terror, 1942.
- The Brave Bulls, 1951.
- La rebelión de los colgados, 1954.

## Distinciones
Premios Óscar
| Año  | Categoría       | Película           | Resultado |
| ---- | --------------- | ------------------ | --------- |
| 1931 | Mejor argumento | El enemigo público | Nominado  |